# ポンテグランデTOKYO

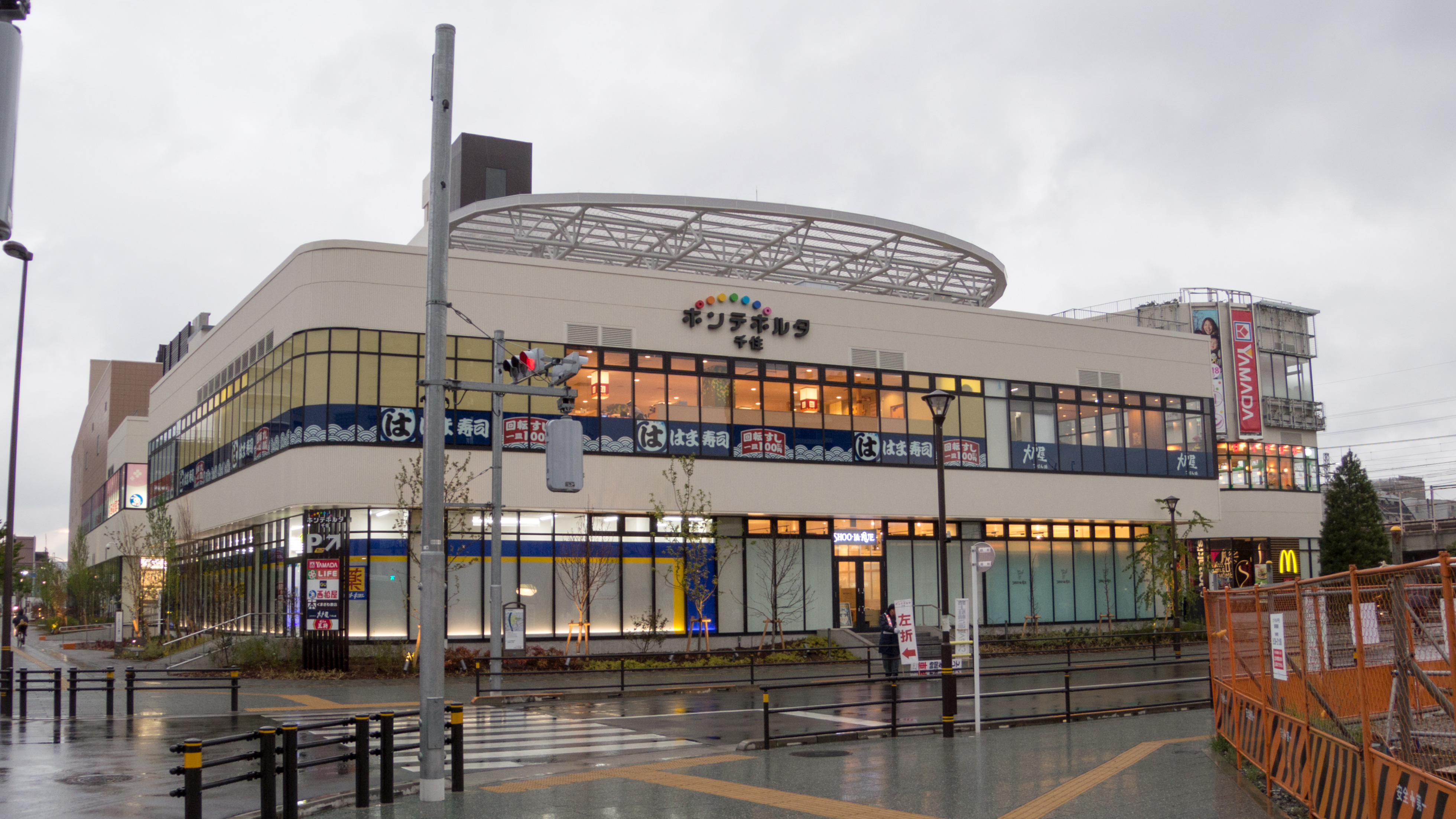
ポンテポルタ千住

ポンテグランデTOKYO（ポンテグランデとうきょう）は、東京都足立区が指定する「千住大橋駅周辺地区地区計画」の区域内に位置する開発拠点地区（再開発地区）である。
開発主体はUR都市機構と株式会社ニッピで、所在地は千住橋戸町および千住緑町一丁目である。

## 概要
本地区は東京駅・大手町から7km圏にあり、京成本線千住大橋駅の南西側に隣接している。従前の土地利用は、ニッピとリーガルコーポレーションの本社、ならびに工場地帯であったが、リーガルコーポレーションは2009年3月に土地を売却している。足立区による地区計画では、本地区全体が土地利用転換ゾーンに含まれており、敷地面積は約12haである。
町並みの骨格として、東西に賑わいの景観軸となる道路「かつら並木ニッピ通り」、南北に緑の景観軸となる歩道「ポンテグランデ緑道」がある。また、地区の南端には隅田川が蛇行しており、水辺の景観軸としてスーパー堤防「千住隅田川テラス」が整備中である。
名称の「ポンテグランデ」（Ponte Grande）は、イタリア語で「大きな橋」を意味しており、地区の東側に近接する千住大橋にちなむ。

## 街区
千住大橋駅に最も近接するA街区は近隣商業地域に指定されており、商業施設「ポンテポルタ千住」が2014年4月18日に開店している。B街区は都市計画整備に伴う代替地で、戸建住宅やアパートが建設されている。街区の北側が近隣商業地域、南側が第一種住居地域に指定されている。
C街区からH街区は第一種住居地域に指定されており、6棟の中高層マンションが計画・建設されている。2012年に本地区で初めてのマンションとして、「オーベルグランディオ千住大橋」（全251戸）がC街区に竣工した。また、隅田川沿いのE街区とF街区は高さ150mの超高層マンションが建築可能な容積率に指定されており、ツインタワーとして、足立区の南の玄関口を演出するようなランドマークとなる予定である。
| 街区                | 土地利用                                              | 面積     | 用途地域                     | 竣工年          |
| ------------------- | ----------------------------------------------------- | -------- | ---------------------------- | --------------- |
| A街区（複合街区）   | ポンテポルタ千住                                      | 約1.04ha | 近隣商業地域                 | 2014年          |
| B街区（住宅系街区） | 戸建住宅等                                            | 約0.44ha | 近隣商業地域、第一種住居地域 | -               |
| C街区（住宅系街区） | オーベルグランディオ千住大橋（全251戸）               | 約0.66ha | 第一種住居地域               | 2012年          |
| D街区（住宅系街区） | AQUA VISTA（全308戸）、 うぃず千住大橋駅前保育園      | 約0.95ha | 第一種住居地域               | 2015年          |
| E街区（住宅系街区） | シティタワー千住大橋（全466戸）                       | 約0.89ha | 第一種住居地域               | 2025年 （予定） |
| F街区（住宅系街区） |                                                       | 約0.89ha | 第一種住居地域               |                 |
| G街区（住宅系街区） |                                                       | 約1.03ha | 第一種住居地域               |                 |
| H街区（住宅系街区） | オーベルグランディオ千住大橋エアーズ（全280戸）       | 約0.74ha | 第一種住居地域               | 2014年          |
| I街区（業務系街区） | ニッピテクノセンター、 ミズノフットサルプラザ千住大橋 | 約1.66ha | 工業地域                     |                 |
| J街区（業務系街区） | ニッピ本社ビル                                        | 約0.50ha | 第二種住居地域               | 2010年          |
| K街区（業務系街区） |                                                       | 約0.54ha | 第二種住居地域               |                 |
| 街区公園            | 千住大橋さくら公園                                    | 約0.50ha | -                            | 2012年          |

## 歴史
- 2003年（平成15年）
  - 7月25日 - 千住橋戸町まちづくり意見交換会開催。
  - 8月5日 - 千住大橋駅周辺地区まちづくり連絡会設立。
- 2006年（平成18年）
  - 4月24日 -  足立区画街路第11号線が都市計画決定。
  - 11月19日 - 地区まちづくり計画を策定。
- 2007年（平成19年）4月 - 地区計画、用途地域、高度地区、防火・準防火地域が都市計画決定。
- 2009年（平成21年）3月 - リーガルコーポレーションが土地を売却。
- 2010年（平成22年）
  - 11月 - I街区の西側にニッピテクノセンターが竣工。
  - 12月1日 - J街区にニッピ本社ビルが竣工。
- 2011年（平成23年）1月12日 - タウンネーミングを「ポンテグランデTOKYO」に決定[7]。
- 2012年（平成24年）
  - 2月 - 本地区初のマンションとして、C街区に「オーベルグランディオ千住大橋」が竣工。3月に入居開始。
  - 3月23日 - 地区内道路の一部が開通[8]。
  - 3月30日 - 町並みを形成する三つの景観軸の通り名称が決定[8]。
  - 4月8日 - 街区公園として「千住大橋さくら公園」が開園[9]。
  - 6月 - 地区内の一部道路・歩道を自転車等放置禁止区域に指定。
  - 10月 - I街区の東側にミズノフットサルプラザ千住大橋が移転。
  - 11月 - 足立区画街路11号線の道路愛称が「かつら並木通り」に決定。
- 2013年（平成25年）
  - 2月20日 - A街区に商業施設が着工[10]。
  - 4月1日 - 認可保育所「うぃず千住大橋駅前保育園」がD街区の北東側に開園[11]。
  - 6月30日 - 足立区画街路11号線の東西部分が開通[12]。
- 2014年（平成26年）
  - 2月28日 - 足立区画街路11号線が全面開通。千住大橋駅交通広場が供用開始[13]。
  - 3月2日 - 千住大橋駅周辺地区まち拓き記念式典が開催[13]。
  - 3月 - 交通広場とB街区内の街路を自転車等放置禁止区域に指定。
  - 4月1日 - 認可保育所「クレアナーサリー千住大橋」が開園。
  - 4月18日 - A街区に商業施設「ポンテポルタ千住」が開業[6]。
  - 12月 - H街区に「オーベルグランディオ千住大橋エアーズ」が竣工。翌年2月に入居開始。
- 2015年（平成27年）
  - 2月 - D街区に「AQUA VISTA」が竣工。3月に入居開始。
  - 3月6日 - I街区に緑町交番が移転。
  - 4月21日 - スーパー堤防「千住隅田川テラス」が一部開放。
- 2016年（平成28年）
  - 12月 - G街区に足立区立千寿小学校の仮設校舎が竣工。翌年1月から仮校舎での学校運営を開始。
- 2017年（平成27年）
  - 3月25日 - スーパー堤防「千住隅田川テラス」が全面開放[14]。
- 2019年（平成31年）
  - 4月 - 足立区立千寿小学校の新校舎が3月に竣工したことにより、G街区から移転。

## 交通

### 鉄道
最寄り駅は京成本線千住大橋駅であり、地区の北端を京成本線が東西に横断している。この他、北千住駅と南千住駅がそれぞれ徒歩圏内にある。特に、北千住駅はJR常磐線（快速線、緩行線）、東武伊勢崎線（東武スカイツリーライン）、東京メトロ日比谷線、東京メトロ千代田線、つくばエクスプレス線の5路線が通るターミナル駅であり、利便性が非常に高い駅である。

### バス
最寄りの停留所は千住大橋駅停留所であり、羽田空港発着のリムジンバスと、北千住駅の西側地域を循環するコミュニティバスのはるかぜ5号が停車する。また、日光街道沿いに京成中組停留所があり、都営バスの草43系統が停車する。

### 道路
本地区の東側に日光街道、北側に墨堤通りがあり、2本の幹線道路が近接している。日光街道を千住大橋を渡って3km程度南下すると首都高速1号上野線の入谷出入口がある。また、隅田川の下流方向に首都高速6号向島線の堤通出入口があり、こちらも本地区からの走行距離は3km程度である。